# ارنانی (بازیکن فوتبال)
ارنانی (انگلیسی: Ernani؛ زادهٔ ۱۶ ژوئیهٔ ۱۹۸۴) بازیکن فوتبال اهل برزیل است.
از باشگاه‌هایی که در آن بازی کرده‌است می‌توان به باشگاه ورزشی واسکو دوگاما، باشگاه ورزشی ژوونتود، و باشگاه ورزشی ویتوریا اشاره کرد.